# Lane (kraft pivara)
Lane predstavlja kućnu kraft pivaru iz Istočnog Sarajeva, koja je sa proizvodnjom piva krenula 2017. godine.

## Porijeklo naziva
Porijeko naziva "Lane" veže se za poznato industrijsko pivo "Jelen". Naime, "Lane" simbolički predstavlja mlađeg brata "Jelena", pa je u tom smislu Lane zapravo pankerska tj. buntovnička verzija piva. Kao što je zanatsko pivo metafora za alternativu industrijskom, tako je i Lane alternativa za Jelen..

## Stilovi piva
"Lane" proizvodi isključivo IPA stil piva, koji spada u visoko zahmeljena piva. 

## Učešće na festivalima i događajima
Lane je od 2017. godine član Udruženja građana "Kištra" iz Istočnog Sarajeva. Lane je do sada učestvova ne nekolik festivala koje je organizovalo ovo udruženje građana. 
- 1. Zimski sajam zanatskog piva "Kištra" (decembar, 2017. godine)[1]
- 2. Platan Craft fest (Trebinje, jun, 2018. godine)[2]
- 3. Peti festival zanatskog piva "Kištra" (Avgust 2018. godine)[3]
- 4. Šesti zimski festival zanatskog piva "Kištra" (decembar, 2018. godine)[4]